# Human Meat Gluttony
 Human Meat Gluttony  é o primeiro álbum da banda colombiana de Brutal death metal Amputated Genitals.

## Faixas
| N.º            | Título                        | Duração |  |
| 1.             | "Chessman Red Monday"         | 05:23   |  |
| 2.             | "Geriatric Blood Storm"       | 03:24   |  |
| 3.             | "Vaginal Skin Grind Vomit"    | 03:46   |  |
| 4.             | "Indigested with Human Heads" | 02:23   |  |
| 5.             | "Garavito Attacks Again"      | 03:38   |  |
| 6.             | "Charred Neighborhood"        | 03:33   |  |
| 7.             | "Elias Bullets and Brain"     | 04:49   |  |
| 8.             | "Rites of Brutality"          | 05:15   |  |
| Duração total: | Duração total:                | 32:11   |  |

## Créditos
- Daniel Paz   — baixo,  guitarra, músicas e letras
- Sebastian Guarin  — vocal
- Beto "Drunks" Martinez   — bateria
- Cristian Camilo Triana   —  capa
- Andres Quintero   —  engenheiro